# Saqueig de Roma (410)

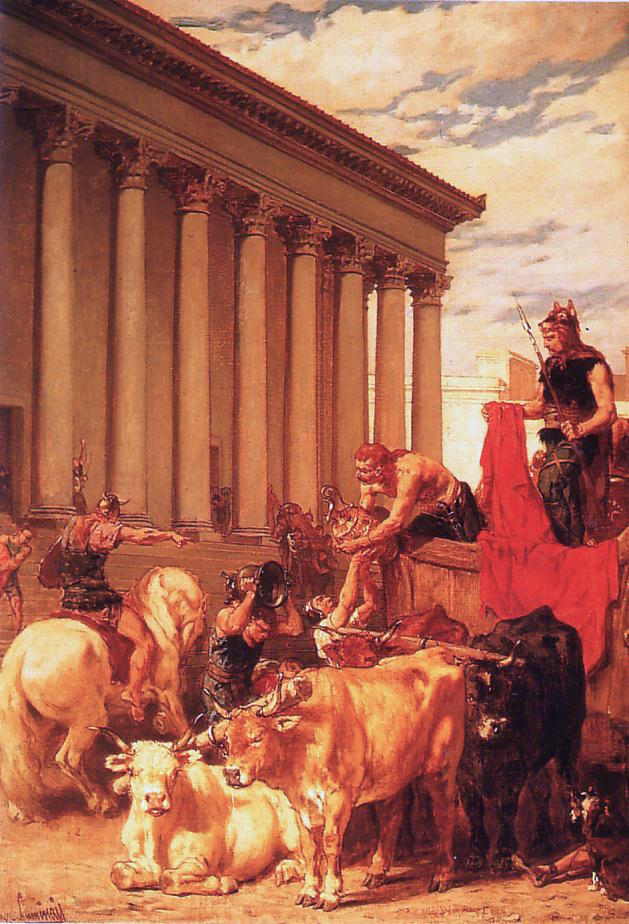
El saqueig de Roma, pintura d'Evariste-Vital Luminais(New-York, Sherpherd Gallery).

El saqueig de Roma del 410 va ser un atac perpetrat a aquesta ciutat per Alaric I, rei dels visigots.
En aquells temps Roma ja no era la capital de l'Imperi occidental, sinó que havia estat desplaçada a Mediolanum el 286 i més tard a Ravenna el 402. No obstant, atacar aquesta ciutat significava atacar el bressol d'una civilització i efectuar un dany moral a l'emperador i en l'orgull de tot el poble sota els seus dominis.
Havien passat 800 anys des de l'últim atac a Roma, els darrers enemics havien estat els gals comandats per Brennus l'any 387 aC. Aquest nou setge, encapçalat pel visigot Alaric I va començar l'any 408 i es va perllongar en dues etapes més fins a l'agost del 410.

## Antecedents
Les tribus bàrbares s'havien començat a unir entre elles i havien esdevingut una forta amenaça per l'hegemonia de l'imperi romà. A les darreries del segle iv, els huns van ocupar territoris dels bàrbars. L'any 376 van forçar els tervings a emigrar cap a altres llocs i es van refugiar a l'Imperi Romà d'Orient dirigits per Fritigern. Poc després, sotmesos a pagar elevades taxes, a la discriminació racial i a uns governadors corruptes, es van tornar en enemics de l'imperi. Els huns van començar a fer pillatge a l'est dels Balcans. En la batalla d'Adrianòpolis (378) Fritigern va derrotar l'emperador Valent, el qual va morir durant la batalla o a conseqüència d'ella. Finalment es va establir la pau el 382, quan el nou emperador d'occident, Teodosi I el Gran, va signar un armistici amb els agressors que, més endavant serien coneguts amb el nom de visigots (els gots de la part oriental). Aquest tractat convertia els visigots en membres de l'imperi. Sel's va assignar perquè s'hi establissin, els territoris al nord de Dàcia i Tràcia, estant sota la sobirania de Roma però gaudint d'una certa autonomia.
Poc després, Alaric I, es va distingir entre els visigots i es va nomenar rei. L'any 394 va donar suport a Teodosi en la Batalla del Frígid, en la qual la meitat dels visigots presents van morir lluitant contra l'exèrcit de l'imperi d'occident encapçalat per l'emperador Eugeni i el seu general Arbogast. Teodosi va guanyar la batalla, però Alaric estava convençut que l'objectiu dels romans havia estat afeblir el poder dels visigots deixant en ells la responsabilitat de carregar amb el gruix de l'enfrontament.
Amb la mort de Teodosi el 395, Alaric va tornar a les hostilitats i Estilicó, el general en cap de les forces imperials d'orient, va ordenar la seva caça. L'any 402, per por a l'atac dels visigots, la capital de l'imperi occidental es va traslladar de Mediolanum a Ravenna, que tenia més possibilitats de ser defensada. Mentrestant Alaric havia fet diversos intents d'atacar Itàlia, però havia estat aturat per Estilicó: Es van enfrontar a la batalla de Pol·lència i a la batalla de Verona. Llavors Alaric va oferir un pacte a Estilicó, que el deixés estar a canvi del seu suport per a recuperar la prefectura d'Illiricum que en aquell moment estava sota el poder d'occident. Quan els vàndals i els sueus van travessar la frontera del rin per envair la Gàl·lia, els visigots van fer una pausa en els seus atacs. Estilicó mentrestant va traslladar al senat la proposta d'Alaric, els quals no la van acceptar.
L'any 408 l'emperador Arcadi va morir després d'una curta malaltia i Honori va voler viatjar cap a orient per fer-se'n càrrec de la successió. Olimpius, un buròcrata romà, va amotinar una part de l'exèrcit i van matar la majoria dels nomenats per Estilicó. Després van convèncer Honori de declarar a Estilicó un "enemic de l'estat" i Olimpius va ser recompensat amb el càrrec de Magister Officium. Estilicó es va refugiar en una església però finalment el van agafar i el van matar. La violència es va estendre cap als soldats bàrbars de l'exèrcit romà i cap als esclaus sobretot els que Estilicó havia capturat durant molts anys de servei a l'exèrcit. Es calcula que uns 30.000 van fugir cap als territoris d'Alaric.

## El setge

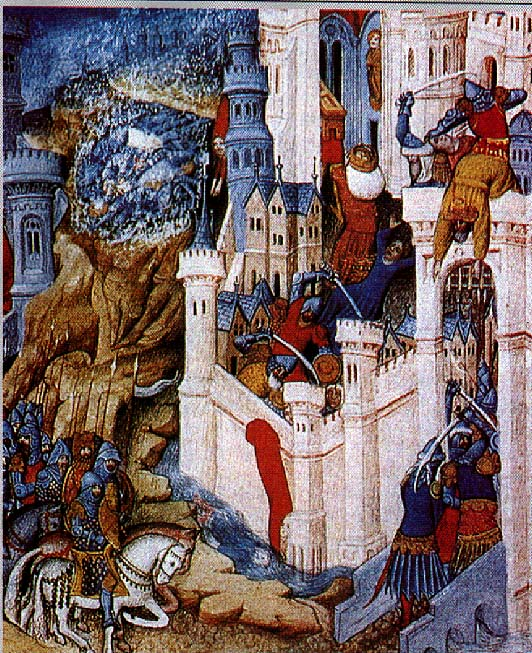
Miniatura francesa del s. XV, representant el saqueig de Roma per part dels visigots.

### El primer atac
L'any 408 els visigots amb un exèrcit engrandit pels refugiats, comença a atacar Itàlia, deixant Roma per a l'atac final. Al seu pas van deixant destrucció, en conseqüència, la població es veuria afectada per la fam i les malalties. Els ciutadans romans tenien tanta por que n'hi va haver que es van confiar als ritus de l'antiga religió pagana. El senat romà ofereix un pagament a Alaric per fer-lo canviar de plans: 5.000 lliures d'or, 30.000 lliures de plata i una quantitat no especificada de seda i pebre. Entre els enviats per negociar la pau està el papa Innocenci I. Es van trobar a Ariminum i allà va exigir a més, que li atorguessin les províncies de Rhaetia i Noricum i el títol de general en l'exèrcit romà. Honori va refusar atorgar-li el títol de Magister Militium i el va insultar a través d'una carta. Per altra banda, Honori va provar de traslladar cap a Roma una part de l'exèrcit que estava a Illirium, però van ser interceptats per Alaric i tot seguit se'n va anar a assetjar la ciutat de Roma, arribant fins als dipòsits de cereals del Portus.

### La segona part
Aquest segon setge no va durar tant, perquè estaven espantats de tornar a passar fam com la vegada anterior. El senat es va rendir i per amenaces d'Alaric van nomenar emperador al senador Prisc Àtal, a ell mateix el van nomenar Magister Utriusque Militium i al seu cunyat, Ataülf, que acabava d'arribar amb reforços, va ser nomenat Comes Domesticorum Equitum. Tot seguit van marxar cap a Ravenna a deposar Honori i situar Prisc al seu lloc. Mentrestant a Roma van començar a recaptar els diners que havien promès, però com que no en tenien prou van anar traient ornaments d'or de les estàtues i dels antics temples.
Honori ja anava a rendir-se quan tot just va arribar un exèrcit de l'imperi oriental per defensar Ravenna. Per acabar d'empitjorar la situació, Heraclià, el cònsol a càrrec de les províncies africanes es va proclamar emperador i va tallar el subministrament de cereal a Roma. Alaric va proposar enviar soldats a l'Àfrica per a tornar a tenir aliments, però Prisc Àtal s'hi va oposar, ja que es temia que al mateix temps els visigots s'apoderarien d'aquelles terres. Com a resposta, Alaric va deposar Prisc Àtal del seu càrrec i al seu lloc va tornar a obrir negociacions amb Honori.

### Tercer atac
Alaric estava a punt d'arribar a un acord amb Honori quan el seu exèrcit va ser atacat per Sarus, un got que s'havia aliat amb Honori. En resposta, Alaric va tornar cap a Roma i la va assetjar per tercera vegada. Es van donar casos de canibalisme i de còlera. El 24 d'agost del 410 uns desesperats esclaus van obrir la Porta Salaria i els visigots van entrar robant i destruint tot el que van voler durant tres dies. Van assaltar els edificis més importants, fins i tot els mausoleus d'August i el d'Hadrià, llançant i escampant les cendres del difunts. Els visigots també van prendre una campana grossa de plata que hi havia al Palau del Laterà. Però almenys no van prendre els calzes de missa i van respectar les esglésies de sant Pere i sant Pau. Els principals desperfectes van ser al voltant de la Porta Salaria, sobretot als jardins de Sal·lust i la Basílica Aemilia. Molts ciutadans van ser fets captius, inclosa la germana de l'emperador, Gal·la Placídia, a qui Ataülf va prendre per esposa. Els qui es van salvar van abandonar la ciutat cercant llocs més segurs on trobar aliment.
Procopi explica la següent anècdota. Quan un eunuc va anunciar-li a l'emperador Honori que Roma havia estat saquejada, va contestar «Impossible! Si la tinc menjant de la meva mà!», referint-se a la seva gallina a la qual havia posat de nom "Roma".

## Conseqüències

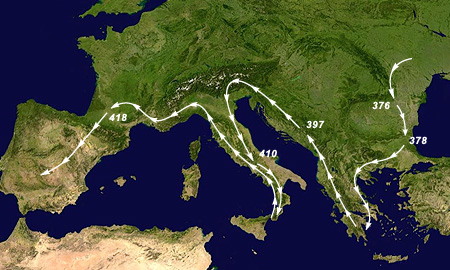
Migracions principals dels visigots.

En conèixer's la notícia per la resta de l'imperi molts van culpar del desastre a l'abandonament de la fe en els antics déus. En defensa d'aquesta teoria sant Agustí es va sentir obligat a escriure "La ciutat de Déu".
Però segons Pau Orosi l'atac va ser un càstig just de Déu per la persistència dels romans a continuar practicant d'amagat els antics ritus.
Alaric va abandonar la ciutat a començaments de la tardor, però va morir poc després a Cosenza on deien que va enterrar el seu tresor al fons del riu Busento. Ataülf va ser escollit rei dels visigots i es va establir a Tarragona.
Amb el temps Roma es va refer però l'imperi estava tan afeblit que no van poder evitar ser víctimes d'un altre atac l'any 455, aquesta vegada pels vàndals.